# الجندیب
ال-جندیب یک منطقهٔ مسکونی در یمن است که در استان صنعا واقع شده‌است.